# Усмивка (филм)
„Усмивка“ (на английски: Smile) е американски психологически филм на ужасите от 2022 г. на режисьора Паркър Фин в режисьорския си дебют, базиран на късометражния му филм Laura Hasn't Slept през 2020 г. Във филма участват Суси Бейкън, Джеси Т. Ъшър, Кайл Галнър, Кейтлин Стейси, Кал Пен и Роб Морган.
Премиерата на филма е на 22 септември 2022 г. във „Фантастик Фест“ и излиза по кината в Съединените щати на 30 септември 2022 г. от „Парамаунт Пикчърс“. Продължението ще излезе през 2024 г.